# 計量士
計量士（けいりょうし）とは、経済産業大臣によって登録された国家資格を持つ人たちで企業において計量器の検査、計量管理を主な職務とし、取引や証明などにおいて適正な計量を確保するための資格である。講習は国立研究開発法人産業技術総合研究所の計量研修センターが行う。

## 区分
一般計量士
濃度、音圧レベル及び振動加速度レベル以外の物象の状態の量に係わる計量及び計量管理を職務とする。生産工場・百貨店・スーパーマーケットで使用される長さ計や質量計、体積計、温度計等の計量器の精度管理や計量管理を行う。
環境計量士（騒音・振動）
音圧レベル及び振動加速度レベルの計量及び計量管理に係わる職務を担当する。騒音ではプレス、送風機等の騒音源を有する工場、建設工事、道路（自動車）、鉄道、航空機の騒音をはじめ、一般環境等の騒音を測定する。振動ではプレス、鍛造機等の振動源を有する工場、建設工事、道路（自動車）、鉄道等の人体への影響を評価するための振動を測定する。
環境計量士（濃度）
濃度の計量及び計量管理に係わる職務を担当する。大気では、工場から排出されるばい煙や環境大気中の有害物質、悪臭物質等の測定を行う。水質・土壌では、工場・生活排水などによる汚濁物質排出状況、河川・湖沼・海域の汚濁状況や有害物質の不適切な処理による工場跡地等土壌汚染状況の測定を行う。

## 業務

### 環境計量士の主な業務
計量証明書で環境計量士が行う業務としては、計量機器等の整備、計量の正確性の保持、計量の方法の改善（より良い分析方法などの変更）、その他に機器等の保管・検査、分析方法の決定（選定）、分析方法（操作）の指導、分析結果の確認である。また、計量証明書（分析・測定結果を証明する文書）の発行の中には、環境計量士の押印が義務付けられている。これらは、法的に文書化されている事項で、実際には、この他にその事業所で環境計量士としての業務が十分果たされるような、立場に位置づけられることが重要である。環境計量の技術は、日々高度化しており、新しい機器の登場、濃度関係では、新規有害化学物質に対する分析の必要性に伴い、より微量化学物質（ダイオキシン類）の分析方法も採用・追加されている。環境計量士は、常に新しい情報に目を向け、技術の向上、関係法令の理解にも努力することが求められている。

### 一般計量士の主な業務
一般計量士は、食料品製造業（食肉製品、乳製品、製粉等）、電気製品製造業、医薬品製造業、流通業（デパート・スーパーマーケット）等で、適正な計量器の選択、使用方法の指導また計量器の定期検査、正確計量の指導、計量方法の改善、計量管理主任者の指導等を行っている。これらの工場や流通業の中には、適正な計量管理を推進していると知事が認め、指定した適正計量管理事業所もあり、それらの事業所では計量士が中心となって計量管理を行っている。また、取引・証明用に使用するはかりについて、計量士個人が工場や店舗等から委託を受けて、計量行政機関（都道府県・計量特定市）に代わり検査を行っているケースがある。これを定期検査に代わる計量士の検査、通称「代検査」という。同様に、取引・証明用に使用するはかりの定期検査業務に関して知事・計量特定市の市長が当該地域の計量団体等を指定定期検査機関・指定計量証明検査機関に指定した場合は、その機関に属する計量士が定期検査業務を行っている。さらに、急速に増加しているISO 9000・ISO 14000の認証工場やHACCPの認証工場において、計量士は計測器の校正、標準器の管理に関する業務を行っている。

## 取得方法
計量士の資格は、次のいずれかの方法で取得できる。
1. 計量士国家試験に合格し、実務の経験その他の条件を満たす。
2. 国立研究開発法人産業技術総合研究所が行う教習を修了し、実務の経験その他の条件を満たした上で計量行政審議会の認定を受ける。